# Hausen (Basse-Bavière)
Pour les articles homonymes, voir Hausen.
Hausen est une commune de Bavière (Allemagne), située dans l'arrondissement de Kelheim, dans le district de Basse-Bavière.